# Maggiore Baracca
Il Maggiore Baracca è stato un sommergibile della Regia Marina. L'unità prese il nome da Francesco Baracca, asso dell'aviazione della prima guerra mondiale.

## Storia
Non appena fu completato, se ne decise l'invio in Atlantico. Il 31 agosto 1940 (al comando del capitano di corvetta Enrico Bertarelli dal 10 luglio) partì da La Spezia e il 7 settembre passò lo stretto di Gibilterra, raggiungendo il 12 la zona d'operazione (a nordovest di Madera) ove stazionò sino al 30 senza risultati; diresse poi per Bordeaux, sede della base italiana di Betasom. Il 1º ottobre s'imbatté nel piroscafo greco Aghios Nikolaos (3687 tsl) che fermò e controllò per verificare che non fosse impiegato a favore degli Alleati; dato però che il carico – zinco e legname – era diretto a Belfast e presumibilmente impiegabile a fini bellici, la nave fu fatta abbandonare dall'equipaggio e poi affondata a colpi di cannone. Il 6 ottobre il Baracca giunse a Bordeaux.
Il 24 ottobre il sommergibile salpò per la seconda missione, da svolgersi a ovest delle coste scozzesi. L'esito della missione fu deludente: il 31 ottobre lanciò un siluro contro un mercantile ma non riuscì a colpirlo e rischiò anzi di venire speronato; l'indomani individuò un convoglio ma lo perse poi di vista; ebbe vari altri avvistamenti e compì anche un secondo attacco ma senza risultati, mettendo inoltre in evidenza una velocità molto inferiore a quella prevista e mostrata dalle prove (tanto da non riuscire nemmeno ad eguagliare quella dei trasporti attaccati) e riportando vari danni per la violenza del mare. Si avviò poi sulla rotta di rientro riuscendo infine a cogliere, il 18 novembre, un risultato: s'imbatté nel piroscafo britannico Lilian Moller (4866 tsl), che aveva perso il contatto con il proprio convoglio, l'«SLS. 53», e lo affondò con due siluri.
Dal 19 gennaio al 18 febbraio 1941 compì una terza missione in acque irlandesi, senza cogliere alcun successo e cercando anche infruttuosamente, a fine gennaio, una portaerei la cui presenza in zona era stata segnalata da Betasom.
In aprile svolse un'altra inconclusiva missione a ovest di Lisbona, tornando in porto il 4 maggio.
In giugno effettuò una quinta missione priva di risultati; il 27 del mese individuò un cacciatorpediniere ma non riuscì ad attaccarlo a causa del mare mosso.
Successivamente il comando del sommergibile fu assunto dal tenente di vascello Giorgio Viani il 13 agosto 1941.
Verso fine agosto lasciò Bordeaux per quella che fu la sua ultima missione, a ponente dello stretto di Gibilterra. Il 5 settembre cannoneggiò e affondò la piccola motonave cisterna Trinidad (494 tsl), ma l'attribuzione dell'affondamento al Baracca è incerta e diverse fonti assegnano questo affondamento al sommergibile tedesco U. 95.
Due giorni dopo il sommergibile si mise in cerca di un convoglio segnalato dalla base e l'8 settembre fu rilevato dal radar del cacciatorpediniere HMS Croome (di scorta al convoglio «HG. 72») a oltre 7500 metri di distanza, dovendo immergersi; fu bombardato con due scariche di bombe di profondità, la seconda delle quali causò gravi danni – spegnimento delle luci, motori e timone fuori uso, infiltrazioni d'acqua a poppa – obbligando il Baracca all'emersione]; il sommergibile aprì poi il fuoco con i cannoni ma fu subito cannoneggiato e mitragliato venendo messo fuori uso; mentre venivano avviate le manovre di autoaffondamento e l'equipaggio iniziava ad abbandonare il Baracca, il Croome lo speronò a poppavia della torretta affondandolo in pochi istanti assieme a 28 uomini (3 ufficiali e 25 fra sottufficiali e marinai), mentre 32 (fra cui il comandante Viani) furono recuperati (e fatti prigionieri) dal cacciatorpediniere britannico (il Croome riportò nello speronamento gravi danni, necessitando di un mese di riparazioni.
Il Baracca aveva svolto 6 missioni di guerra, tutte in Atlantico, percorrendo complessivamente 23.296 miglia in superficie e 1566 in immersione.